# Cassida butterwecki
Cassida butterwecki is een keversoort uit de familie bladkevers (Chrysomelidae). De wetenschappelijke naam van de soort werd in 2007 gepubliceerd door Borowiec.